# Ivan Dias
Pour les articles homonymes, voir Dias.
 (juin 2017).
Si vous disposez d'ouvrages ou d'articles de référence ou si vous connaissez des sites web de qualité traitant du thème abordé ici, merci de compléter l'article en donnant les références utiles à sa vérifiabilité et en les liant à la section « Notes et références ».
Ivan Dias, né le 14 avril 1936 à Bombay en Inde et mort le 19 juin 2017 à Rome (Italie), est un prêtre indien de l'archidiocèse de Bombay. Entré dans le service diplomatique du Saint-Siège il est nonce apostolique en divers pays, archevêque de Bombay de 1996 à 2006 et préfet de la Congrégation pour l'évangélisation des peuples à partir de 2006. Il fut créé cardinal en 2001.

## Biographie

### Prêtre
Ordonné prêtre le 8 décembre 1958, il étudie le droit canonique et obtient un doctorat dans cette discipline à l'université pontificale du Latran. 
Après avoir étudié à l'Académie pontificale ecclésiastique, il entre à la secrétairerie d'État du Saint-Siège en 1964. Il est secrétaire de nonciature en divers pays : Scandinavie, Indonésie, Madagascar, La Réunion, Archipel des Comores, Île Maurice.

### Évêque
Consacré évêque en 1982, Mgr Dias est nonce apostolique au Togo, Ghana (en) et Bénin, puis en Corée (en). Premier nonce apostolique en Albanie (en) qui sort d'un dur régime communiste athée il est chargé de rétablir les structures ecclésiastiques dans le pays.  
Le 8 novembre 1996, il est nommé archevêque de Bombay. 

### Cardinal
Mgr Dias est créé cardinal par Jean-Paul II lors du consistoire du 21 février 2001 avec le titre de cardinal-prêtre de Spirito Santo alla Ferratella. Il participe aux conclaves de 2005 et de 2013 qui élisent respectivement les papes Benoît XVI et François.
Il est nommé préfet de la Congrégation pour l'évangélisation des peuples le 20 mai 2006.
Au sein de la Curie romaine, il est également membre de la Congrégation pour la doctrine de la foi, de la Congrégation pour le culte divin et la discipline des sacrements, de la Congrégation pour l'éducation catholique, du Conseil pontifical pour la culture, du Conseil pontifical pour les laïcs, du Conseil pontifical pour la promotion de l'unité des chrétiens, du Conseil pontifical pour le dialogue inter-religieux, du Conseil pontifical pour les communications sociales et de la Commission pontificale pour l'Amérique latine.
Il se retire de toutes ses fonctions le 10 mai 2011. Il meurt le 19 juin 2017 à Rome à l'âge de 81 ans.

## Succession apostolique
Ivan Dias a ordonné les évêques suivants :
- Cardinal Oswald Gracias (1997)
- Évêque Percival Joseph Fernandez (de) (2001)
- Évêque Agnelo Rufino Gracias (de) (2001)
- Archevêque George Antonysamy (2005)
- Évêque António Francisco Jaca, S.V.D. (2007)
- Évêque Yves Maria Monot, C.S.Sp. (2008)